# Jugosławia na Zimowych Igrzyskach Olimpijskich 1948
Jugosławię na Zimowych Igrzyskach Olimpijskich 1948 reprezentowało 17 zawodników (sami mężczyźni). Był to czwarty start reprezentacji Jugosławii na zimowych igrzyskach olimpijskich.

## SKład kadry

### Biegi narciarskie
Mężczyźni
| Zawodnik                                               | Konkurencja        | czas    | Pozycja |
| ------------------------------------------------------ | ------------------ | ------- | ------- |
| Tone Razinger                                          | Bieg na 18 km      | 1:28:24 | 51.     |
| Matevž Kordež                                          | Bieg na 18 km      | 1:28:37 | 53.     |
| Jože Knific                                            | Bieg na 18 km      | 1:29:01 | 55.     |
| Anton Pogačnik                                         | Bieg na 18 km      | 1:29:08 | 56.     |
| Alojz Klančnik                                         | Bieg na 18 km      | 1:33:02 | 69.     |
| Jože Knific                                            | Bieg na 50 km      | 4:26:00 | 14.     |
| Franc Smolej                                           | Bieg na 50 km      | 4:26:12 | 15.     |
| Matevž Kordež                                          | Bieg na 50 km      | 4:27:25 | 16.     |
| Tone Razinger Anton Pogačnik Matevž Kordež Jože Knific | Sztafeta 4 × 10 km | 2:55:55 | 9.      |

### Kombinacja norweska
Mężczyźni
| Zawodnik      | Konkurencja   | Bieg narciarski | Bieg narciarski | Bieg narciarski | Skoki narciarskie | Skoki narciarskie | Skoki narciarskie | Skoki narciarskie | Skoki narciarskie | Łącznie | Pozycja |
| ------------- | ------------- | --------------- | --------------- | --------------- | ----------------- | ----------------- | ----------------- | ----------------- | ----------------- | ------- | ------- |
| Zawodnik      | Konkurencja   | Czas biegu      | Pozycja         | Punkty          | Skok 1            | Skok 2            | Skok 3            | Punkty            | Pozycja           | Łącznie | Pozycja |
| Tone Razinger | Indywidualnie | 1:28:25         | 23.             | 176,25          | 53,5              | 51,5              | 55,5              | 176,2             | 33.               | 352,45  | 24.     |

### Narciarstwo alpejskie
Mężczyźni
Zjazd
| Zawodnik        | Czas                     | Miejsce                  |
| --------------- | ------------------------ | ------------------------ |
| Tine Mulej      | 3:21,1                   | 36.                      |
| Slavko Lukanc   | 3:37,1                   | 54.                      |
| Matevž Lukanc   | 3:50,3                   | 69.                      |
| Ciril Praček    | 3:52,3                   | 71.                      |
| Jože Bertoncelj | 4:00,2                   | 80.                      |
| Saša Molnar     | Nie ukończył konkurencji | Nie ukończył konkurencji |

Slalom specjalny
| Zawodnik      | Czas 1. przejazdu | Czas 2. przejazdu | Łączny czas | Pozycja |
| ------------- | ----------------- | ----------------- | ----------- | ------- |
| Saša Molnar   | 1:11,4            | 1:12,0            | 2:23,4      | 18.     |
| Matevž Lukanc | 1:17,2            | 1:13,7            | 2:30,9      | 27.     |
| Franci Čop    | 1:24,8            | 1:18,9            | 2:43,7      | 36.     |
| Tine Mulej    | 1:15,0            | 1:36,0            | 2:51,0      | 40.     |

Kombinacja
| Zawodnik        | Zjazd  | Zjazd   | Zjazd  | Slalom            | Slalom            | Slalom  | Slalom | Łącznie | Łącznie |
| Zawodnik        | Czas   | Pozycja | Punkty | Czas 1. przejazdu | Czas 2. przejazdu | Pozycja | Punkty | Punkty  | Pozycja |
| --------------- | ------ | ------- | ------ | ----------------- | ----------------- | ------- | ------ | ------- | ------- |
| Slavko Lukanc   | 3:37,1 | 54.     | 23,28  | 1:27,1            | 1:15,4            | 32.     | 12,17  | 35,45   | 34.     |
| Matevž Lukanc   | 3:50,3 | 69.     | 30,68  | 1:29,3            | 1:13,1            | 31.     | 12,13  | 42,81   | 37.     |
| Jože Bertoncelj | 4:00,2 | 80.     | 36,08  | 1:38,5            | 1:19.6            | 43.     | 19,06  | 55,14   | 51.     |

### Skoki narciarskie
Mężczyźni
| Skoczek        | Skok 1        | Skok 2        | Nota  | Pozycja |
| Skoczek        | odległość     | odległość     | Nota  | Pozycja |
| -------------- | ------------- | ------------- | ----- | ------- |
| Karel Klančnik | 58,0          | 65,5          | 197,2 | 23.     |
| Franc Pribošek | 54,5          | 57,0          | 187,4 | 32.     |
| Janez Polda    | 63,5          | 71,0 (upadek) | 145,2 | 41.     |
| Janko Mežik    | 61,0 (upadek) | 62,0          | 136,9 | 43.     |